# UL94
UL94 és l'estàndard per la seguretat en inflamabilitat dels materials plàstics en parts de dispositius i aparells. Va ser creada per l'organització dels EUA anomenada UL. La norma UL94 determina la tendència dels materials a extingir o expandir la flama un cop s'ha generat el foc. UL94  està harmonitzada amb les normes IEC 60707, 60695-11-10  60695-11-20  ISO 9772 i 9773.

## Classificacions
Ordenats de major a menor inflamabilitat :
| Codi | Posició de la mostra a assajar | Inflamabilitat  | Velocitat    | Goteig de material |
| ---- | ------------------------------ | --------------- | ------------ | ------------------ |
| HB   | Horitzontal                    | Crema lentament | < 75mm/minut | sí                 |
| V-2  | Vertical                       | Apaga la flama  | < 30 segons  | sí                 |
| V-1  | Vertical                       | Apaga la flama  | < 30 segons  | sí, sense flama    |
| V-0  | Vertical                       | Apaga la flama  | < 10 segons  | sí, sense flama    |
| 5VB  | Vertical                       | Apaga la flama  | < 60 segons  | no                 |
| 5VA  | Vertical                       | Apaga la flama  | < 60 segons  | no                 |

Materials especials ː pel·lícules plàstiques (HF-1, HF-2, HBF) i escumes (VTM-0, VTM-1, VTM-2).